# Potseluj skvoz stenu
Potseluj skvoz stenu (russisk: Поцелуй сквозь стену) er en russisk spillefilm fra 2010 af Vartan Akopjan.

## Medvirkende
- Anton Sjagin som Kesja
- Karina Andolenko som Alisa Pavlovskaja
- Pavel Volja som Rastaman Kondratjev
- Aleksandr Adabasjan som Jarilo Kartasjov
- Mikhail Tarabukin som Vadik